# ネッド・ライフル
『ネッド・ライフル』（Ned Rifle）は、2014年製作のアメリカ映画。ハル・ハートリー監督・脚本。『ヘンリー・フール』『フェイ・グリム』に続く『ヘンリー・フール・トリロジー』完結編。

## ストーリー
父ヘンリーが行方不明、母フェイが国際テロリストとして収監させられてしまった息子のネッドは18歳の誕生日を迎え家族に不幸をもたらした元凶である父親への復讐を決意し彼を探す旅へ出る。そこへ年上の文学女子スーザンと出会いヘンリー探しの旅に半ば強引に同行、二人はある研究施設に軟禁状態だったヘンリーを見つけ出す。

## キャスト
- リーアム・エイケン - ネッド・ライフル
- オーブリー・プラザ - スーザン
- トーマス・ジェイ・ライアン - ヘンリー・フール
- ジェームズ・アーバニアク - サイモン・グリム
- パーカー・ポージー - フェイ・グリム
- マーティン・ドノヴァン - ガードナー神父
- カレン・サイラス - ガードナー夫人
- ビル・セイジ - バド
- ロバート・ジョン・バーク - チェット

## その他
日本では劇場未公開だったが、2018年4月に大阪シアターセブン、5月にアップルリング渋谷の「ハル・ハートリー復活祭」で初上映。